# Walking Contradiction
Walking Contradiction (с англ. — «Ходячее противоречие») — четвёртый и последний сингл панк-рок группы Green Day, с четвёртого студийного альбома Insomniac.

## Видеоклип
Видеоклип был снят Романом Копполой. Он был снят в Сан-Педро, Лос-Анджелес, Калифорния. Клип показывает участников группы «Green Day», которые ходят по городу, случайно вызывая несчастные случаи, взрывы и беспорядки, даже не зная о своих действиях, не обращая внимания. В конце клипа все трое участников встречаются, садятся в машину и уезжают. Когда они уезжают, большое здание рушится.
Видеоклип выиграл премию Грэмми за «Лучшее музыкальное видео, короткая форма» на 39-й премии Грэмми в 1997 году.

## Список композиций
| №  | Название                             | Длительность |
| -- | ------------------------------------ | ------------ |
| 1. | «Walking Contradiction (Radio Edit)» | 2:31         |

## Чарты
| Чарт (1996)                         | Пик позиции |
| ----------------------------------- | ----------- |
| США (Billboard Mainstream Rock)     | 25          |
| США (Billboard Alternative Airplay) | 21          |

## Участники записи
- Билли Джо Армстронг — вокал, гитара
- Майк Дёрнт — бас-гитара, бэк-вокал
- Тре Кул — барабаны